# Charles Valentine Riley

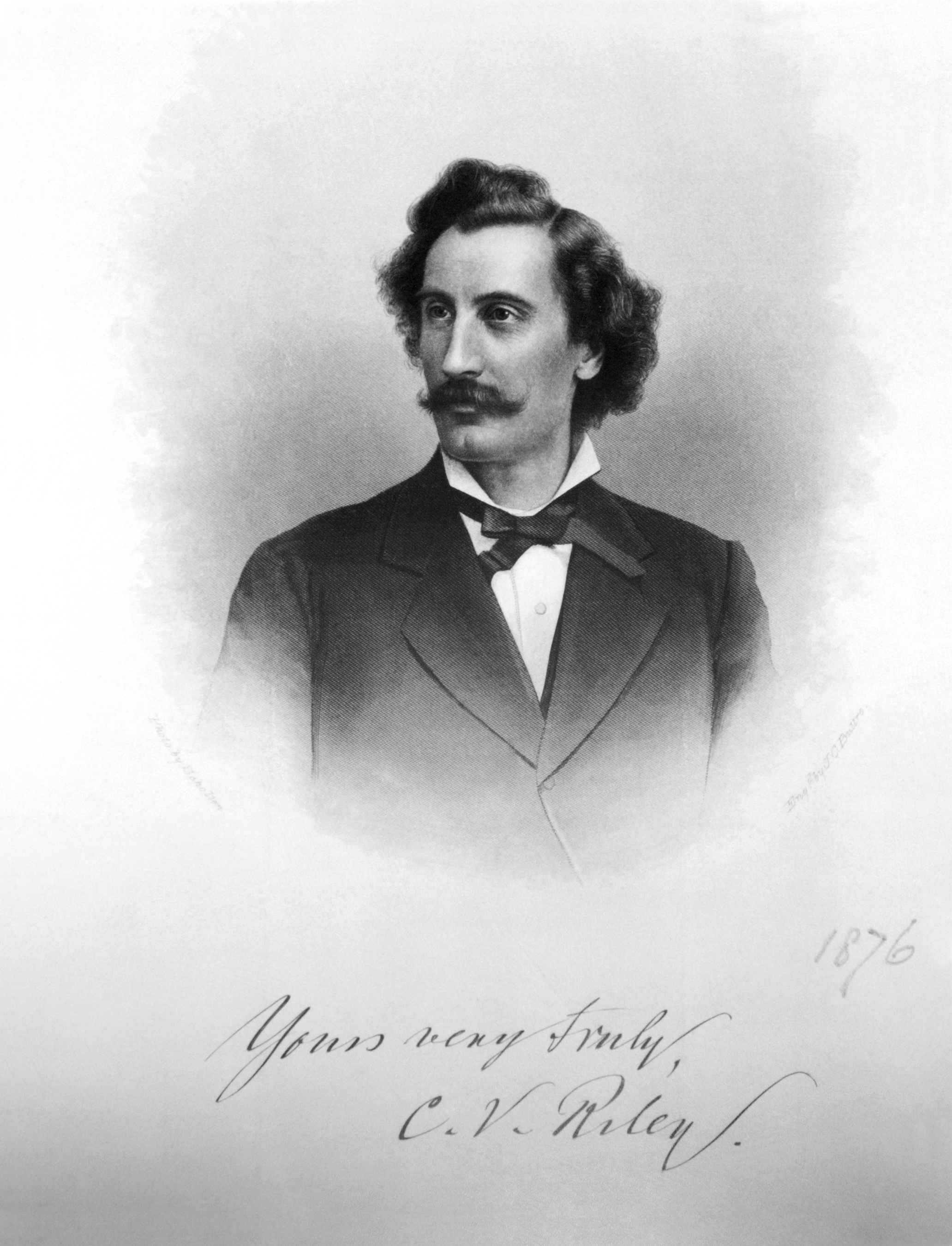
Charles Valentine Riley

Charles Valentine Riley (* 19. September 1843 in Chelsea, London; † 14. September 1895, Washington, D.C.) war ein US-amerikanischer Entomologe und gilt als Vater der biologischen Schädlingsbekämpfung.
1860 verließ Riley England, ging nach Amerika und begann 1863 entomologische Aufzeichnungen im Chicagoer Prairie Farmer, einem führenden agrarwirtschaftlichen Blatt, zu veröffentlichen. Wenig später wurde er Redakteur, neben seinen Berichten fertigte er auch zahlreiche Zeichnungen an.
Am 14. September 1895 starb er aufgrund eines Fahrradunfalls. Er zog sich eine Schädelfraktur zu, erlangte das Bewusstsein nicht wieder und starb noch am selben Tag. Er hinterließ seine Frau, fünf Töchter und einen Sohn.

## Jugend
Charles Valentine Riley wurde am 19. September 1843 in Chelsea, London als unehelicher Sohn von Charles Edmund Fewtrell Wylde und Marie Cannon geboren. Der Name Riley ist eine Irreführung durch die Eltern. Mit 13 Jahren schickten seine Eltern, ihn zur Schule zuerst nach Dieppe in Frankreich und dann mit 15 Jahren nach Bonn, Deutschland. Schwerpunkt der Ausbildung waren Kunst und Naturkunde; insbesondere Insekten Interessierten den Jungen Charles Riley. 1860 verließ Riley Europa and zog nach Kankakee County, Illinois zur Familie George Edwards, Freunden seine eigenen Familie.

## Berufliche Laufbahn
1868 wurde Riley Staats-Entomologe in Missouri und gründete im September 1868 zusammen mit Benjamin Dann Walsh die Zeitschrift The American Entomologist. Nachdem Walsh im folgenden Jahr gestorben war, führte er das Blatt allein weiter.
Zwischen 1873 und 1877 richteten Wanderheuschrecken in vielen westlichen Staaten erhebliche Schäden an. Er überzeugte die Regierung, die United States Entomological Commission einzuberufen und wurde 1876 Vorsitzender von deren Heuschreckenkommission und zog deshalb nach Washington, D.C.
1882 schenkte er Teile seiner Insektensammlung dem U. S. National Museum, der heutigen Smithsonian Institution, und legte damit deren Grundstein. 1885 wurde er der erste Kurator für Insekten am Museum und übergab daraufhin dem Museum seine gesamte Sammlung bestehend aus 115.000 präparierte Tiere von 20.000 Arten, 2800 Flaschen und 3000 Schubkästen mit Präparaten.
1878 wurde er Entomologe beim Landwirtschaftsministerium der Vereinigten Staaten (USDA), seine beiden Assistenten wurden Theodore Pergande (1840–1916) und Leland Ossian Howard (1857–1950). Riley kündigte schon 1879 wegen Differenzen mit seinem Vorgesetzten, trat die Stelle 1881 jedoch wieder an und blieb bis 1894.

## Forschung
1864 begann er mit Farmern im Mittleren Westen, die von der Felsengebirgsschrecke (Melanoplus spretus), einer Wanderheuschrecke, geplagt waren, ein Netzwerk mit regelmäßigem Briefverkehr aufzubauen. Seine Beobachtungen und die Informationen aus den Briefen veröffentlichte er zusammen mit Zeichnungen und löste damit ein reges Interesse am Lebenszyklus der Insekten in den Vereinigten Staaten und in Kanada aus.
Zusammen mit Walsh veröffentlichte er 1868 die ersten Beweise für die massenhafte Migration von Monarchfaltern in Nordamerika und legt damit den Grundstein zur Erforschung des Falters. 1871 beschrieb und illustrierte er die Lebensweise und Mimikry des Monarchfalters und Limenitis archippus. Charles Darwin schrieb ihm dazu: „I am struck with admiration at your powers of observation.... The discussion on mimetic insects seems to me particularly good and original“ (deutsch: „Ich bin voller Bewunderung über ihre Beobachtungsgabe ... Die Erörterung nachahmender Insekten scheint mir besonders gut und originär zu sein“).
1876 entdeckte er, dass die von ihm 1872 beschriebene kleine unscheinbare Yuccamotte Tegeticula yuccasella Yuccaarten bestäubt, ein Beispiel für Koevolution, das Darwin besonders stark interessierte. 1892 veröffentlichte er seine Forschungsergebnisse und konnte viele der damaligen Fragen durch Darwins Evolutionstheorie erklären.
Er erkannte als einer der ersten, dass die amerikanische Rebe Vitis labrusca resistent gegen die Reblaus war. Er arbeitete intensiv mit George Hussman (1827–1903), einem Professor für Landwirtschaft an der University of Missouri in Columbia sowie den Winzern und Rebenzüchtern Isidor Bush (1822–1888) aus St. Louis und Hermann Jaeger aus Neosho (Missouri) zusammen. Die Winzer hatten durch Kreuzungsversuche mit regionalen Wildreben Hybridreben gezüchtet, die resistent gegenüber der Reblaus waren. Diese Reben wurden nach Frankreich geschickt, wo der Weinbauwissenschaftler Jules Émile Planchon von der Universität Montpellier, der in engem wissenschaftlichen Austausch mit Riley stand, die als Unterlage für die französischen Rebsorten verwendete und dadurch reblaus-resistente Pflanzen erhielt, wodurch der europäische Weinbau schließlich gerettet werden konnte. Für diesen Verdienst erhielt Riley die französische Große Goldmedaille und 1884 wurde er zum Ritter der französischen Ehrenlegion ernannt.
Die kalifornische Zitrus-Industrie stand durch die starke Ausbreitung der eingeschleppten Australischen Wollschildlaus Ende der 1880er Jahre kurz vor dem Ruin. Die Plage war so groß, dass die Bauern die mit Läusen überzogenen Zitrusbäume ausgruben und verbrannten. Im Winter 1888 führte Riley den australischen Marienkäfer Rodolia cardinalis zur Bekämpfung ein und schon im folgenden Herbst waren überall, wo die Käfer ausgesetzt wurden, die Läuse unter Kontrolle. Dies war der erste Erfolg der biologischen Schädlingsbekämpfung.
Riley studierte auch die Lebenszyklen der sogenannten Periodischen Zikaden der Gattung Magicicada mit ihren 13 oder 17 Jahre dauernden Lebenszyklen.

## Stiftung
Nach dem Tod seiner jüngsten Tochter wurde 1978 eine Stiftung eingerichtet, deren Aufgabe es war, bei der Gründung der Charles Valentine Riley Memorial Foundation behilflich zu sein. Diese 1985 gegründete Stiftung hat die Aufgabe, für den Schutz und den sinnvollen Umgang mit den natürlichen Ressourcen zu werben und den Bürgern der Vereinigten Staaten das Wesen und die Bedeutung der modernen Landwirtschaft zu vermitteln.

## Schriften
- Yuccamotten:
  - New Species of Prodoxidae. In: Proceedings of the Entomological Society. Band II, Nr. 3. Washington 15. Dezember 1892, S. 312–319.
  - Yucca Insects and Yucca Pollination-Notes. In: Proceedings of the Biological Society of Washington. Band VIII, 20. Juni 1893, S. 41–54, Tafel IX.
  - Notes on Pronuba and Yucca Pollinations. In: Proceedings of the Washington Entomological Society. Band 1, Nr. 3, 1889, S. 1–5.
- Parasitäre Fliegen:
  - The Ox Bot in the United States: Habits and Natural History of Hypoderma lineata. In: Insect Life. Band IV, Nr. 9 und 10, Juni 1892.
  - On insects affecting the Agave. In: Proceedings of the Entomological Society. 15. Juni 1892, mit zwei Artikeln von Riley:
    - A probable Microgaster parasite of Eleodes in the imago stage
    - Our American ox warbler (Hypoderma lineatum) (deutsch: Kleine Rinderdasselfliege)
- Heuschrecken:
  - The Rocky Mountain Locust. Further Facts About the Natural Enemies of Locusts. In: Second Report of the United States Entomological Commission. 1880, S. 259–271.
  - The Locust Plague in the United States: Being more particularly a treatise on the Rocky Mountain Locust or so-called grasshopper, as it occurs east of the Rocky Mountains, with practical recommendations for its destruction. Rand, McNally & Co., Chicago 1877.
  - The Rocky Mountain Locust. Remedies and Devices for its Destruction. In: The First Report of the United States Entomological Commission. U. S. Department of Interior, 1878, S. 351–420.
  - Destruction of the Young or Unfledged Locusts. In: Bulletin of the United States Entomological Commission. Nr. 1. U. S. Department of Interior, Juni 1877.
- Blattläuse:
  - Notes on the Aphididae of the United States. With descriptions of species occurring west of the Mississippi. In: Bulletin of the Survey. Band 5, Nr. 4. Riley and J. Monell, 22. Januar 1879, Tafel I-II.
- Hessenfliege (Mayetiola destructor)
  - The Hessian Fly an Imported Insect. In: Canadian Entomologist. Band IXX, 1888, S 121, sieben Tafeln.
- Kartoffelkäfer
  - Potato Pest. In: An illustrated account of the Colorado Potato-beetle and the other insect foes of the potato in North America with suggestions for their repression and methods for their destruction. 1876.[5]